# أولا باور
أولا باور (بالنرويجية: Ola Bauer)‏ (24 يوليو 1943، أوسلو في النرويج - 12 يونيو 1999)؛ صحفي، كاتب مسرحي وروائي نرويجي.

## روابط خارجية
- أولا باور على موقع IMDb (الإنجليزية)
- أولا باور على موقع ميوزك برينز (الإنجليزية)